# Drama Queen (album av Nanne Grönvall)
Drama Queen är ett musikalbum med den svenska sångerskan Nanne Grönvall, utgivet 29 januari 2014. Titelspåret är en duett med Lena Philipsson. Den första singeln som släpptes från albumet var Ingen dansar dåligt (lika bra som jag), den 21 oktober 2013.

## Låtlista
1. Ingen dansar dåligt (lika bra som jag)
2. Drama Queen (med Lena Philipsson)
3. C'mon
4. Ren och skär plåga
5. Gästlistan
6. Inte lätt att leva med
7. Temperamento
8. Jag saknar dig
9. Alltid retar det nån
10. Bali
11. Karma
12. Kan du ge dig fan på

## Listplaceringar
| Lista (2014) | Topplacering |
| ------------ | ------------ |
| Sverige      | 4            |

### Fotnoter
1. ↑  Listplacering, läst 24 februari 2014